# Harumansari
Harumansari is een bestuurslaag in het regentschap Garut van de provincie West-Java, Indonesië. Harumansari telt 4556 inwoners (volkstelling 2010).